# Jürgen Settgast
Jürgen Settgast (* 21. März 1932 in Wismar; † 31. Januar 2004 in Berlin) war ein deutscher Ägyptologe.
Settgast besuchte die Große Stadtschule in Wismar. Er studierte Ägyptologie an den Universitäten in Bonn und Heidelberg, wo er am 21. Oktober 1960 bei Eberhard Otto promoviert wurde. Danach war er Referent an der Abteilung Kairo des Deutschen Archäologischen Instituts. Vom 1. Oktober 1968 bis zu seiner krankheitsbedingten vorzeitigen Pensionierung am 30. Juni 1988 war er Direktor des Ägyptischen Museums in West-Berlin. Settgast war mit der Ägyptologin Biri Fay verheiratet.